# Степченко, Олег Анатольевич
Оле́г Анато́льевич Сте́пченко (род. 25 сентября 1964, Караганда, Казахская ССР, СССР) — режиссёр, сценарист, продюсер.
Член DGA. Directors Guild of America, Inc.

## Биография
Председатель комитета по Культуре  «Делового Центра Экономического развития СНГ»
Родился в СССР , город Караганда. Там же закончил педагогическое училище: факультет черчения и рисования.
После служения в Армии, в 1995 году поступил в Московский государственный академический художественный институт имени В. И. Сурикова на факультет "книжная графика" к мастеру Борису Дехтяреву. (Первое что я там услышал:"Хотите рисовать иллюстрации к книге, читайте Станиславского. Работа актёра над собой - без этого никуда.”)
Следующий период был связан с обучением в мастерской Великого русского художника Ильи Глазунова.
Следом копирование в Эрмитаже старых мастеров, увлечение историей России.
Всё это в дальнейшем пригодилось в работе над фильмами. В середине 90х годов увлёкся театром и уже 1995 окончил институт  по специальности «художник театра ». Выступал, как художник-постановщик: около двух десятков спектаклей в театрах страны и СНГ, в том числе — в Московском театре на Таганке, в Молдавском Национальном театре имени Э. Ионеско, во Владикавказском народном театре и других. Параллельно работал  в рекламном шоу-бизнесе. 
Сначала как художник, а потом, как режиссёр начал снимать малые формы, придумывая свои сценарии.
Поставил большое количество музыкальных клипов и видеороликов Филипу Киркорову, Алле Пугачевой ,Группе Hi-Fi ,Смысловые глюцинации, Владимиру Кузмину ,Парку Горького,и.т.д. В 2000 году отмечен призом MTV Russia Music Awards в США за лучший клип России («Вечеринка» Децл).
В 2003 году снял полнометражный фильм «Сматывай удочки». Эта картина  получила  оценку критиков: лихой проект «Сматывай удочки», безусловно, войдет в будущие учебники по истории российского блокбастеростроения — как пример, самого дикого промоушна.  (из рецензии Константина Шавловского в журнале «Сеанс» № 23-24).
Не смотря на дикое пиратство того времени, проект окупил себя благодаря DVD продажам по всему миру.
Следующий проект режиссёра — «Мужской сезон. Бархатная революция», по объявленным финансовым результатам себя также окупил и стал самым кассовым блокбастером, за что получил премии. 
Фильм был выпущен на  DVD в 15 странах мира, включая японский язык.
Следующий фильм был основан на первой напечатаной  рукописи  Н. В. Гоголя к повести Вий. 
Фильм «Вий» снят с использованием технологии 3D, объявленный бюджет составляет 24 миллионов долларов. Роль введённого в сюжет персонажа — английского учёного-картографа Джонатана Грина исполнил Джейсон Флеминг («Карты, деньги, два ствола»), по словам которого фильмом заинтересовались кинопродюсеры и прокатчики США, глава Universal лично  принимал решения о прокате фильма.
Вий 3D  стал самым кассовым фильмом 2014 года в России. В мире он выходил под другим названием Forbidden Empire (Потерянная империя), общие сборы 52 миллионов долларов, на сегодня это четыре с половиной миллиарда рублей. Олег Степченко, по мнению журнала Форбс, входит в десятку самых успешных режиссёров страны.
Также он является продюсером таких фильмов, как “Свидетели”, “Училка”, и многих других фильмов.
В 2019 году на экраны Китая, России, а в следствии, ещё его купили 80 стран мира , вышел фильм «Тайна печати Дракона». 
В главных ролях Джейсон Флеминг, Джекки Чан, Арнольд Шварценеггер а также Чарлз Денс ,Рутгер Хауэр, Мартин Клеба, Юрий Колокольников, Павел Воля и многие звезды Китая и России. Китайские продюсеры решили сделать совместный прокат и в кино, где и прогорели, посколько фильм собрал  всего 363 224 947 руб (5 637 513 долларов США), прокат фильма в Китае провалился и показ был прекращён
Всего за две недели фильм посмотрели около 400 миллионов человек с рейтингом 8,2 . По миру он тоже вышел под другим названием Iron mask  («Железная маска»).
В связи с пандемией и другими обстоятельствами, информация о прокате прервались .

## Фильмография
- 2003 — Одни (короткометражный фильм), режиссёр.
- 2003 — Сматывай удочки, режиссёр, автор сценария, генеральный продюсер, исполнитель эпизодической роли (водитель Босса).
- 2005 — Мужской сезон. Бархатная революция, режиссёр, автор сценария совм. с А. Карповым
- 2014 — Вий
- 2019 — Тайна Печати дракона
- 2022 — Путешествие в Индию: На пороге бессмертия